# Joshua Kennedy
Joshua Blake Kennedy (* 28. srpen 1982) je bývalý australský fotbalista. V letech 2010 a 2011 byl nejlepším střelcem japonské J1 League, s týmem Nagoya Grampus získal titul v roce 2010.

## Reprezentace
Joshua Kennedy odehrál 36 reprezentačních utkání. Získal stříbrnou medaili na mistrovství světa ve fotbale hráčů do 17 let 1999, zúčastnil se mistrovství světa ve fotbale 2006.

## Statistiky
| Austrálie | Austrálie | Austrálie |
| Roky      | Záp.      | Góly      |
| --------- | --------- | --------- |
| 2006      | 3         | 1         |
| 2007      | 1         | 0         |
| 2008      | 6         | 4         |
| 2009      | 7         | 1         |
| 2010      | 6         | 1         |
| 2011      | 7         | 8         |
| 2012      | 0         | 0         |
| 2013      | 5         | 2         |
| 2014      | 1         | 0         |
| Celkem    | 36        | 17        |